# Płyta Kermadec

Płyta australijska zaznaczona kolorem pomarańczowym

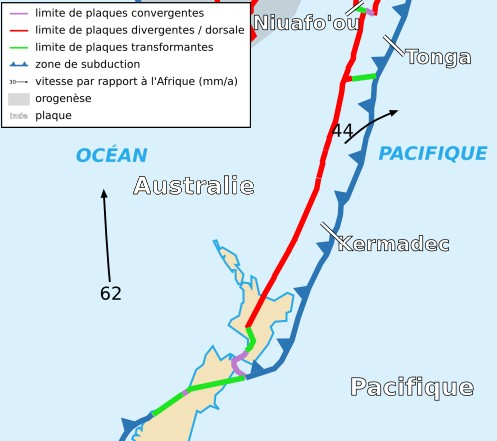
Płyta Kermadec

Płyta Kermadec − niewielka płyta tektoniczna (mikropłyta), położona w zachodniej części Oceanu Spokojnego, uznawana za część większej płyty australijskiej.
Płyta Kermadec od północy graniczy z płytą Tonga, od wschodu i południa z płytą pacyficzną i od zachodu z płytą australijską.